# John Lithgow
John Arthur Lithgow (Rochester (New York), 19 oktober 1945) is een Amerikaans acteur en zanger. Hij werd twee jaar na elkaar genomineerd voor de Oscar voor beste bijrol, voor zijn rollen in The World According to Garp en Terms of Endearment. Meer dan tien acteerprijzen werden hem daadwerkelijk toegekend, waaronder twee Golden Globes, een American Comedy Award, vijf Emmy Awards en een Satellite Award voor zijn rol in 3rd Rock from the Sun.
Lithgow kreeg in 2001 een ster op de Hollywood Walk of Fame.

## Biografie
Lithgow is een zoon van voormalig actrice Sarah Jane Price en theaterproducent Arthur Lithgow. Hij studeerde aan Harvard, samen met onder anderen Al Gore en Tommy Lee Jones, en behaalde zijn Bachelor of Arts-graad (met als hoofdvakken geschiedenis en literatuurwetenschap) magna cum laude in 1967.
Lithgow begon als acteur op Broadway voordat hij zijn werkterrein verlegde naar film en televisie. Hij debuteerde op Broadway in 1973 in het stuk The Changing Room, voor welke rol hij een Tony en een Drama Desk Award ontving. Ook in 1985 en 1988 zou hij genomineerd worden voor Tony-awards, voor zijn rollen in Requiem for a Heavyweight en M. Butterfly.
Als televisieacteur speelde hij tussen 1996 en 2001 de rol van Dick Solomon in de komische serie 3rd Rock from the Sun. In elk seizoen dat de serie liep, werd Lithgow genomineerd voor een Emmy Award in de categorie 'Outstanding Lead Actor in a Comedy Series'. Hij won de prijs daadwerkelijk in 1996, 1997 en 1999.
Lithgow maakte daarnaast enkele cd's met muziek voor kinderen, waaronder Singin' in the Bathtub en Farkle and Friends (samen met Bebe Neuwirth).
Lithgow woont in Los Angeles samen met zijn tweede vrouw Mary Yeager, met wie hij twee kinderen heeft. Met zijn eerste vrouw Jean Taynton kreeg Lithgow eerder zoon Ian, die in een aantal afleveringen van 3rd Rock from the Sun een bijrol speelde als student in Dr. Solomons klas.

## Films
- 2025 Jimpa
- 2024 Conclave
- 2023 Killers of the Flower Moon
- 2019 Bombshell
- 2019 Pet Sematary
- 2017 ‘’Pitch Perfect 3’’
- 2017 Daddy's Home 2
- 2016  The accountant
- 2014 Interstellar
- 2014 The Homesman
- 2014 Love Is Strange
- 2012 This Is 40
- 2012 The Campaign
- 2011 Rise of the Planet of the Apes
- 2009 Confessions of a Shopaholic
- 2006 Dreamgirls
- 2004 Kinsey
- 2004 The Life and Death of Peter Sellers
- 2003 The Ghost of Lord Farquaad / Shrek 4-D
- 2002 Orange County
- 2001 Shrek in the Swamp Karaoke Dance Party
- 2001 Shrek
- 2000 C-Scam
- 2000 Rugrats in Paris: The Movie - Rugrats II
- 2000 Don Quixote
- 1998 Officer Buckle and Gloria / A Civil Action
- 1998 Homegrown / Johnny Skidmarks
- 1996 Special Effects: Anything Can Happen
- 1995 Hollow Point / The Tuskegee Airmen
- 1995 Redwood Curtain / My Brother's Keeper
- 1994 Silent Fall / Princess Caraboo / A Good Man in Africa
- 1993 The Pelican Brief / Love, Cheat & Steal
- 1993 The Country Mouse & the City Mouse: A Christmas Tale
- 1993 The Wrong Man / Cliffhanger
- 1992 Raising Cain
- 1991 At Play in the Fields of the Lord / Ricochet
- 1991 The Boys / L.A. Story
- 1990 Memphis Belle / Ivory Hunters
- 1989 Traveling Man / Out Cold
- 1988 Distant Thunder
- 1987 Harry and the Hendersons / Baby Girl Scott
- 1986 Mesmerized / The Manhattan Project / Resting Place
- 1985 Santa Claus: The Movie
- 1984 2010: The Year We Make Contact / The Glitter Dome
- 1984 The Adventures of Buckaroo Banzai Across the 8th Dimension
- 1984 Footloose
- 1983 Terms of Endearment / The Day After / Twilight Zone: The Movie
- 1982 Not in Front of the Children / The World According to Garp
- 1982 I'm Dancing as Fast as I Can
- 1981 Blow Out
- 1980 Big Blonde / Mom, the Wolfman and Me / The Oldest Living Graduate
- 1979 All That Jazz / Rich Kids
- 1978 The Big Fix
- 1977 Secret Service
- 1976 Obsession
- 1972 Dealing: Or the Berkeley-to-Boston Forty-Brick Lost-Bag Blues

## Televisieseries
*Exclusief eenmalige gastrollen
- Perry Mason - Elias Birchard ‘E.B.’ Jonathan (2020)
- The Crown - Winston Churchill (2016, 2019)
- Once Upon a Time in Wonderland - stem White Rabbit (2013)
- How I Met Your Mother - Jerry Whitaker (2011-2014)
- Dexter - Arthur Mitchell (2009)
- Twenty Good Years - John Mason (2006-2008)
- Freedom: A History of Us - Benjamin Rush (2003)
- 3rd Rock from the Sun - Dr. Dick Solomon (1996-2001)

- Biblioteca Nacional de España: XX1292068
- Bibliothèque nationale de France: cb139715157 (data)
- Gemeinsame Normdatei: 1020299142
- International Standard Name Identifier: 0000 0001 0939 4876
- Library of Congress Control Number: n87922147
- MusicBrainz: e5ca609e-a018-4d8f-b30a-db5cd88b2099
- Nationale Bibliotheek van Tsjechië: xx0181963
- Nationale Bibliotheek van Israël: 987007445271905171
- Nationale Bibliotheek van Polen: a0000001634070
- Nederlandse Thesaurus van Auteursnamen: 07383422X
- SNAC: w6sf2t5c
- Système universitaire de documentation: 070271585
- Virtual International Authority File: 119676409
- WorldCat: E39PBJxxbMqq3wvt7ktGpjJbh3